# 프랭크 C. 터너
프랭크 C. 터너(Francis Charles Turner, 1951년 6월 2일 ~ )는 캐나다의 배우이다.

## 영화
- 우드랜드 (2018년)
- 굿나잇 포 저스티스: 퀸 오브 하츠 (2013년)
- 2012 (2009년)
- 키킨 잇 올드 스쿨 (2007, Kickin' It Old Skool)
- 미싱 인 아메리카 (2005년)
- 어론 인 더 다크 (2005년) - 샘 피셔 역
- 아직 멀었어요? (2005년)
- 빅 화이트 (2005년) - 데이브 역
- 게드 전기: 어스시 마법사 (2004년)
- 무서운 영화 3 (2003년)
- 에어 버드 4 (2002년)
- 트라이 세븐틴 (2002년)
- 스노우 독스 (2002년)
- 블랙 리버 (2001년) - 농부  역
- 스몰빌 (2001년)
- 에어 버드 3 (2000년)
- 사랑의 항해 (2000년)
- 먼동이 틀 때 (2000년)
- 뷰티풀 죠 (2000년)
- 에어 버드 2 (1998년)
- 미스터 마구 (1997년)
- 에어 버드 (1997년)
- 인 콜드 블러드 (1996년)
- 엔젤 오브 펜실베니아 애브뉴 (1996년)
- 제3의 눈 (1995년)
- 분노의 질주 (1994년)
- 크래커잭 (1994년)
- 앙드레 (1994년)
- 에블린 로의 일기 (1993년)
- 욕망을 파는 집 (1993년)
- 디스 보이스 라이프 (1993년)
- 프랭크와 에멧 (1992년)
- 용서받지 못한 자 (1992년)
- 천사탈주 (1989년)
- 플라이 2 (1989년) - 셰퍼드 역
- 알래스카의 이방인 (1988년)
- 25시의 추적 (1988년)
- 메론 (1987년)
- 와이즈가이 (1987년)
- 써튼 퓨리 (1985년)